# Bartolomeo Bozza
Bartolomeo Bozza (Venezia, 8 aprile ... – Venezia, 1594) è stato un pittore italiano specializzato come mosaicista.

## Biografia
Figlio di "Francesco del musaico", i documenti storici del Saccardo attestano l'attività di Bartolomeo Bozza già dal 1532 circa.
Iniziò la sua attività come apprendista, nella basilica di San Marco eseguendo restauri, bordi e altri lavori.
La sua opera più importante fu quello effettuato per la decorazione della basilica di San Marco, dove realizzò tra l'altro un San Girolamo (1563), il Profeta Isaia sopra l'altare di San Paolo (1563), che ricevette gli elogi del Tiziano; un Cristo risorto su disegno del Salviati; le Nozze di Cana su cartone del Tintoretto (1566-1568).
Nel 1570 aveva assunto un garzone, Zuanantonio de Marin, come aiutante.
Nella stessa basilica si distinse anche per la Guarigione del lebbroso e del cieco, su cartone di Paolo Veronese (1568-1572), Cristo, la Vergine e il Battista e La Croce adorata dagli angeli su disegno del Tintoretto (1577-1591), andati distrutti e rifatti nel 1874.
La sua ultima opera risultò la serie di Angeli ed Apostoli, su cartoni di Antonio Vassilacchi, ultimata da G.A.Marini agli inizi del Seicento.
In uno dei suoi ultimi documenti Bozza ricordò che: «dalli primi anni della mia adolescenza fino alla presente mia vecchiezza son statto posso dir arlevatto nella chiesa marciana».
Bartolomeo Bozza morì a Venezia prima del 24 ottobre 1594.
Anche suo figlio Febo, informa il Saccardo proseguì l'attività paterna e nel 1583 fu assunto come apprendista dal padre e si distinse per un San Giovanni Damasceno su cartone di Iacopo Tintoretto (1588). Nel 1599 fu nominato maestro e realizzò numerose figure.
La personalità di Febo è probabilmente inferiore a quella del padre, però fu uno dei rappresentanti della scuola del mosaico veneziano.

## Opere
- San Girolamo (1563);
- Profeta Isaia (1563);
- Cristo risorto (1566-1568);
- Nozze di Cana (1566-1568);
- Guarigione del lebbroso e del cieco (1568-1572);
- Cristo, la Vergine e il Battista (1577-1591);
- La Croce adorata dagli angeli (1577-1591);
- Angeli;
- Apostoli.